# ترایکو رایکوویچ
ترایکو رایکوویچ (سیریلیک صربی: Трајко Рајковић؛ ۷ دسامبر ۱۹۳۷ – ۲۷ مهٔ ۱۹۷۰) بازیکن بسکتبال اهل یوگسلاوی بود.
وی در مسابقات کشوری و بین‌المللی در مجموع برندهٔ ۱ مدال طلا، ۴ مدال نقره، ۱ مدال برنز شده‌است.